# CANAC
Pour les articles homonymes, voir Canac.
Le Computer Assisted National Air Traffic Control Center (CANAC) est le centre national de contrôle aérien de la Belgique. L'espace aérien de la Belgique est contrôlé à partir de ce centre depuis le sol jusqu'au niveau de vol FL245 (environ à 7,5 km de hauteur). Le CANAC se trouve sur la commune de Steenokkerzeel à côté de la tour de contrôle de Belgocontrol.
Le 28 novembre 2009 s'est effectuée la transition vers Canac2, un système de navigation aérienne Eurocat développé et livré par Thales.